# Zerstörer 1934
Zerstörer 1934 byla třída torpédoborců německé Kriegsmarine z období druhé světové války. Celkem byly postaveny čtyři jednotky této třídy. Byly to první plnohodnotné německé torpédoborce postavené od konce první světové války. Další německé druhoválečné torpédoborce na něj konstrukčně navazovaly. Za války byly tři potopeny a čtvrtý byl po válce sešrotován. Německé námořnictvo následně získalo další torpédoborce mírně upraveného modelu Zerstörer 1934A.

## Stavba
Čtyři jednotky této třídy postavila německá loděnice Deutsche Werke v Kielu. Objednány byly roku 1934. Jejich kýly byly založeny v letech 1934–1935. Do služby vstoupily v roce 1937.
Jednotky tříd Zerstörer 1934:
| Jméno              | Verze          | Loděnice       | Založení kýlu | Spuštěna           | Vstup do služby | Status |
| ------------------ | -------------- | -------------- | ------------- | ------------------ | --------------- | --- |
| Z1 Leberecht Maas  | Zerstörer 1934 | Deutsche Werke | 1934          | 18. srpna 1935     | únor 1937       | Dne 22. února 1940 během operace Wikinger byl v Severním moři severozápadně od Borkumu omylem potopen německými bombardéry He 111.                         |
| Z2 Georg Thiele    | Zerstörer 1934 | Deutsche Werke | 1934          | 18. srpna 1935     | únor 1937       | Dne 13. dubna 1940 v druhé námořní bitvě u Narviku potopen vlastní posádkou ve fjordu Rombaken (jinak též Rombaksfjord).                                   |
| Z3 Max Schultz     | Zerstörer 1934 | Deutsche Werke | 1935          | 30. listopadu 1935 | duben 1937      | Dne 22. února 1940 se účastnil operace Wikinger. Když pomáhal potápějícímu se torpédoborci Z1 Leberecht Maas, najel na minu a potopil se s celou posádkou. |
| Z4 Richard Beitzen | Zerstörer 1934 | Deutsche Werke | 1935          | 30. listopadu 1935 | květen 1937     | Předán Velké Británii, sešrotován 1947. |

## Konstrukce

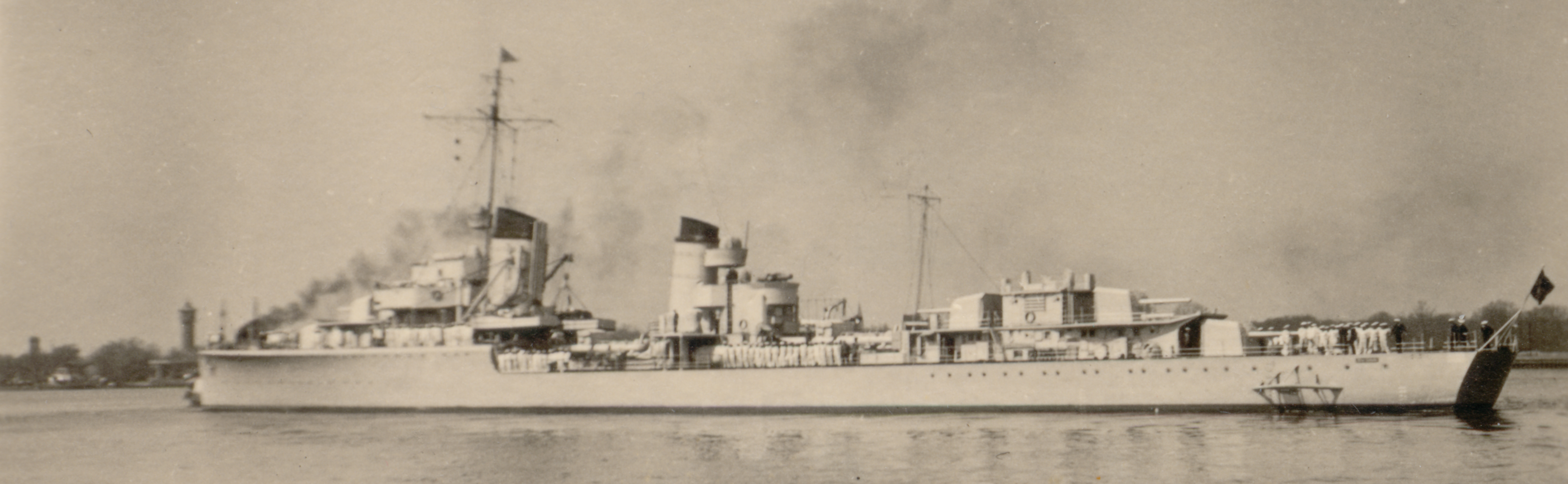
Z3 Max Schultz

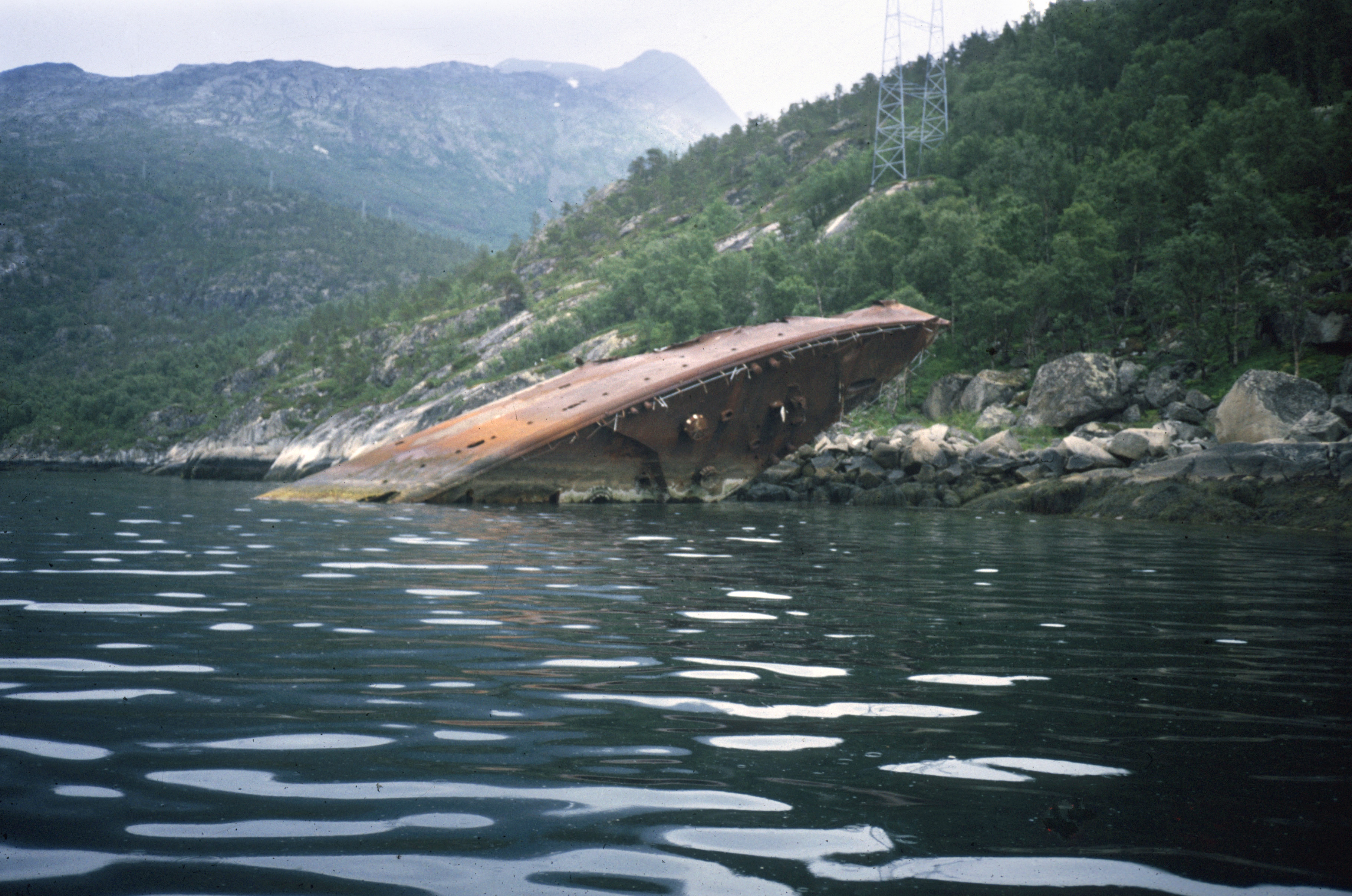
Vrak torpédoborce Z2 Georg Thiele ve fjordu Rombaken

Výzbroj plavidel tvořilo pět 127mm kanónů v jednodělových věžích, čtyři 37mm a čtyři 20mm protiletadlové kanóny a dva čtyřhlavňové 533mm torpédomety. Pohonný systém tvořilo šest kotlů Wagner a dvě turbíny Deschimag o výkonu 70 000 shp, pohánějící dva lodní šrouby. Nejvyšší rychlost dosahovala 38,2 uzlu. Dosah byl 1825 námořních mil při rychlosti devatenáct uzlů.

### Modifikace
Po dokončení byla posílena konstrukce trupu a příď torpédoborů byla prodloužena (celková délka 119,3 m). Roku 1938 torpédoborce dostaly uzavřený můstek.
Torpédoborec Z4 Richard Beitzen byl roku 1940 vybaven sonarem S-Gerät. Za války byla posilována jeho protiletadlová výzbroj. Roku 1941 byl vybaven radarem FuMO 24. Roku 1944 dostal tzv. atlantickou příď. Celková délka se zvětšila na 121,3 m.